# 南门街道 (宁波市)
南门街道是中国浙江省宁波市海曙区下辖的一个街道办事处，因宁波古城南门（长春门）而得名:166。

## 历史
唐长庆元年（821年）属明州，五代开平三年（909年）属鄞县，清朝时属鄞县清道乡，1927年属宁波市第三区、第六区，1949年属镇明区，1956年2月撤销镇明区设立仓桥街道，1960年6月改为海曙人民公社仓桥分社，1963年6月改属镇明人民公社，1970年7月改为仓桥街道革命委员会，1978年7月恢复仓桥街道，1984年1月改属海曙区，8月设立马园街道，1992年10月马园街道、仓桥街道、天封街道永宁居民区、澄浪居民区合并为南门街道:166:35:374。

## 行政区划
南门街道下辖以下地区：
澄浪社区、柳锦社区、万安社区、红起社区、周江岸社区、朝阳社区、车站社区、马园社区、郎官社区、尹江岸社区、迎春社区。